# C22orf34
C22orf34 (англ. Chromosome 22 open reading frame 34) – білок, який кодується однойменним геном, розташованим у людей на довгому плечі 22-ї хромосоми. Довжина поліпептидного ланцюга білка становить 151 амінокислот, а молекулярна маса — 16 313.
| 10         |  | 20         |  | 30         |  | 40         |  | 50         |
| ---------- |  | ---------- |  | ---------- |  | ---------- |  | ---------- |
| MCTVDVEGFD |  | DVGETLSDAV |  | RDGLGTILRG |  | GAEEGSYDNW |  | PHTRKSWGPL |
| SPGHQRELWT |  | QPDPWTEVLS |  | GHKGDAGACG |  | CCCFCSQFIN |  | ARCAHPLCLA |
| RGLDRRASEE |  | MPILQALCLL |  | PKVSTRSITV |  | PSPQRSAPRA |  | SLCPPHKGKS |
| P          |  |            |  |            |  |            |  |            |

A: Аланін

C: Цистеїн

D: Аспарагінова кислота

E: Глутамінова кислота

F: Фенілаланін

G: Гліцин

H: Гістидин

I: Ізолейцин

K: Лізин

L: Лейцин

M: Метіонін

N: Аспарагін

P: Пролін

Q: Глутамін

R: Аргінін

S: Серин

T: Треонін

V: Валін

W: Триптофан

Задіяний у такому біологічному процесі, як альтернативний сплайсинг. 